# Gir bancari
Un gir bancari o gir (de l'italià: giro, «volta») és un enviament de diners des d'un lloc geogràfic a un altre utilitzant la xarxa de sucursals bancàries; en cas d'utilitzar-se la xarxa d'oficines postals es parla de gir postal. Des del punt de vista bancari constitueix una operació de gestió en la que posa a disposició d'un tercer, sigui client del banc o no, la seva àmplia distribució geogràfica d'oficines per oferir un servei d'enviament de diners a canvi d'una comissió; el banc utilitzarà el sistema d'anotacions en compte per abonar l'import en la sucursal des de la que s'ha enviat, i carregar-lo en la sucursal des de la qual s'ha rebut. El principal avantatge de l'ús del gir com a sistema d'enviament de fons és que evita la pèrdua de temps que suposaria esperar al desplaçament geogràfic dels diners, especialment quan les distàncies són grans.
Es diferencia d'una transferència bancària perquè en el gir bancari l'ordenant lliura els diners en efectiu a la sucursal i paga pel servei, i el beneficiari rep els diners en una altra sucursal directament en efectiu, no mitjançant un abonament en un compte bancari; en un gir bancari és plausible que ni el que envia els diners ni el que els rep sigui client d'aquell banc, i tan sols aprofiten la disponibilitat geogràfica de les sucursals d'aquell banc per l'enviament de diners i paguen el cost del servei. El gir bancari suposa un sistema còmode, simple, segur i ràpid d'enviament de diners, i pel banc suposa la percepció de comissions i la possibilitat d'atraure nous clients.

## Història
El sistema del gir com a enviament de fons es fonamenta en la disponibilitat geogràfica de les sucursal i en un sistema centralitzat de gestió dels fons, de manera que els diners abonats en un sucursal poden ser retirats en una altra sucursal, i el sistema central farà els ajusts corresponents. Etimològicament prové del terme italià giro en el sentit de "volta o circulació dels diners", i aquest prové del grec gyros "cercle". El sistema de gir es remunta a l'antic Egipte dominat pels grecs (segle iv aC) on el gra fou usat com a diner conjuntament amb els metalls preciosos; els grecs transformaren els diversos graners de l'estat en sucursals d'un banc amb seu central a Alexandria que permetien l'enviament de fons d'un lloc a un altre sense moviment real dels diners, implementant així un sistema de gir. A Europa, durant l'edat mitjana, els bancherii italians realitzaven canvis de moneda en els seus bancus (Taula de canvi), però també oferien el servei de dipòsit i custòdia de diners. Els bancherii construïren xarxes que els permetien operar en diferents ciutats, i mitjançant les anotacions en llibres portaven un sistema centralitzat de les operacions. El 1619 es fundà el «Banco del Giro» (en venecià Banco del Ziro) a través del qual es generalitzà l'expressió Giro per a l'enviament de fons d'un lloc a un altre mitjançant la xarxa bancària i, per tant, sense haver d'enviar físicament els diners. A tal efecte la generalització dels serveis postals a Europa els oferí la possibilitat d'oferir el gir com a sistema d'enviament de diners a través de la seva xarxa d'oficines locals, essent el primer a oferir-lo el servei postal austríac al segle XIX; seguiren el Regne Unit i els Països Baixos, i a mitjan segle XX tots els països europeus comptaven amb el servei de gir postal. Al segle xxi empreses com Western Union o Paypal permeten l'enviament diners a través d'Internet entre usuaris que tinguin correu electrònic com a alternativa als tradicionals mètode de transferència bacària, gir postals o bancaris, o els xecs.